# Teinobasis simulans
Teinobasis simulans är en trollsländeart som beskrevs av Maurits Anne Lieftinck 1987. Teinobasis simulans ingår i släktet Teinobasis och familjen dammflicksländor. IUCN kategoriserar arten globalt som otillräckligt studerad. Inga underarter finns listade i Catalogue of Life.